# Туристичка организација општине Ћуприја
| Туристичка организација општине Ћуприја |                               |
|                                         |                               |
| Оснивач:                                | Општина Ћуприја               |
| Седиште:                                | Карађорђева 19 Ћуприја Србија |
| Веб презентација                        |                               |

Туристичка организација општине Ћуприја је једна од јавних установа општине Ћуприја, основана је 2002. године, а активно је кренула са радом 2009. године.
Основна делатност установе је развој и унапређење туризма на подручју општине Ћуприја, што подразумева организовање информативно – пропагандне делатности (израда брошура, туристичких мапа, разгледница, продаја сувенира...), промовисање туристичке понуде општине Ћуприја као и организација и суорганизација манифестација и друго.